# 娜塔莉娅·伊什琴科
娜塔莉娅·谢尔盖耶芙娜·伊什琴科（俄语：Наталья Сергеевна Ищенко，1986年4月8日—），俄罗斯花样游泳运动员。曾获5枚奥运金牌、19项世锦赛冠军。

## 簡歷

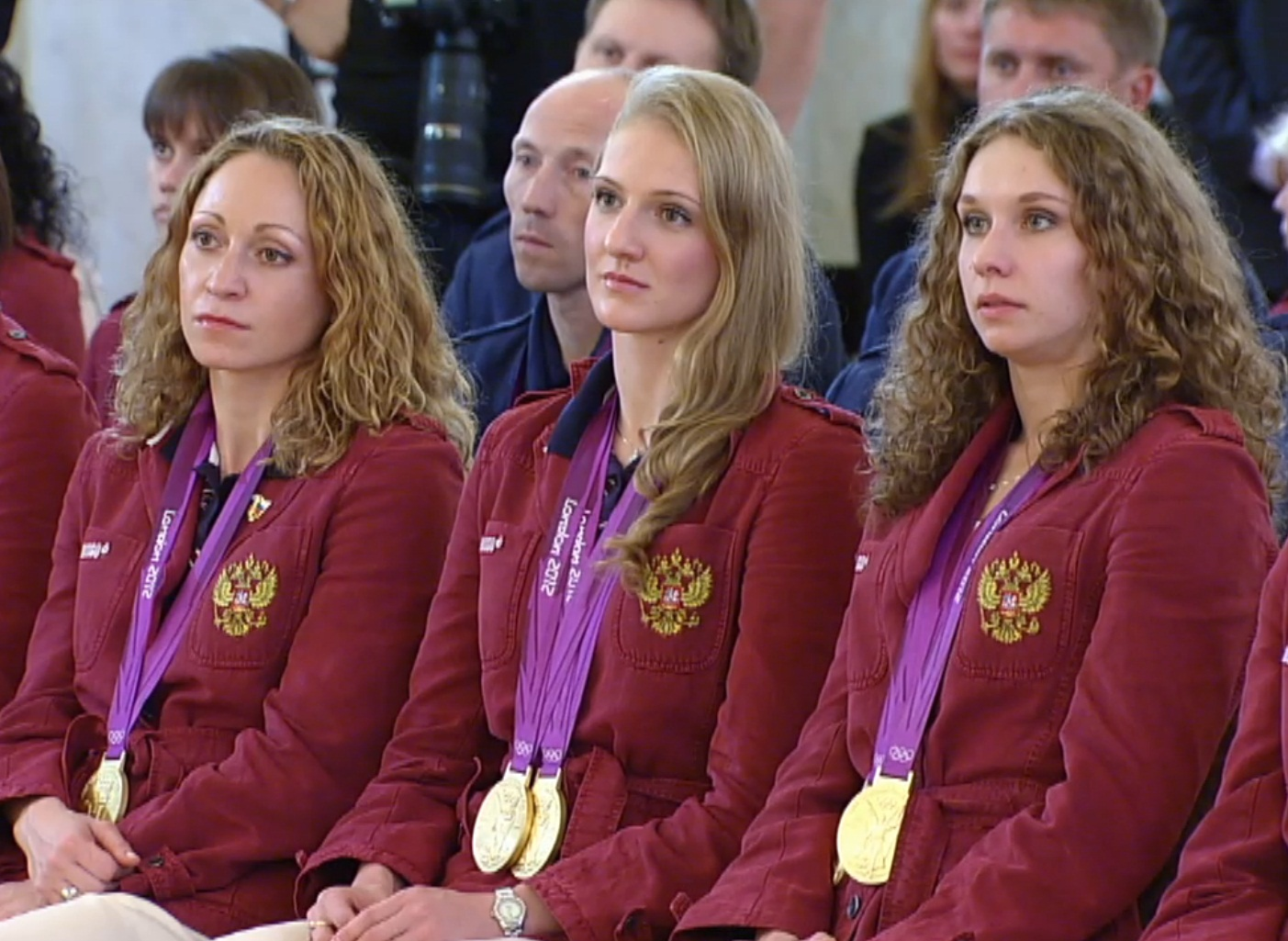
2012年8月16日，伊什琴科（右）与队友埃尔维拉·卡西亚诺娃（左）、斯韦特兰娜·罗马申娜（中）等奥运会奖牌得主会见俄罗斯总统

2008年夏季奥林匹克运动会，伊什琴科所在的俄罗斯花样游泳队获团体金牌。2009年世界游泳錦標賽花樣游泳比賽上获单人规定、自选动作和双人自选动作三项冠军。
2015年7至8月，娜塔莉娅·伊什琴科出戰俄羅斯喀山舉辦的世界游泳錦標賽韻律泳比賽。她在单人技術自选項目決賽，得到97.2333分（完成分29.1000分，艺术印象分38.9333分，难度分29.2000分），奪得金牌。在雙人項目上，伊什琴科與斯韋特蘭娜·羅馬絲娜合作，先後在双人技术自选項目和双人自由自选項目贏得兩面金牌。
2017年，伊什琴科宣布退役。